# Tony Cercola
Tony Cercola, pseudonimo di Antonio Esposito (Cercola, 19 aprile 1955), è un percussionista italiano.

## Biografia
Tony Cercola nasce, artisticamente, negli anni settanta nell'ambito del cosiddetto Neapolitan Power di cui famosi esponenti sono stati Edoardo Bennato, Eugenio Bennato e Musicanova, Tony Esposito, Tullio De Piscopo, Pino Daniele, al fianco dei quali Tony Cercola esordì con i suoi tamburi e le sue buattelle (strumenti a percussione creati con scatole di vario genere, strumenti "poveri" creati, in alcuni casi, dal Cercola stesso) arricchendo le sonorità dei suoi colleghi napoletani.
In oltre trent'anni di vita artistica, Tony Cercola ha collaborato anche con altri grandi nomi della musica italiana e internazionale, quali Don Cherry, Brian Ferry, Enzo Gragnaniello, Roberto Murolo, Mia Martini, Eduardo De Crescenzo e tanti altri.
Oltre alle collaborazioni con questi artisti Tony Cercola ha pubblicato diversi CD come autore ed esecutore, avendo al suo fianco la cantante argentina Rosarillo (sua compagna nella vita) e altri strumentisti e si esibisce in concerti e manifestazioni in Italia e nel mondo.
Il genere musicale del "percussautore" (come ama definirsi egli stesso) napoletano può definirsi etnico-mediterraneo ma spazia tra le culture musicali di altri continenti, arricchendosi delle influenze di sonorità balcaniche, ma anche cubane, africane e argentine.

## Partecipazioni
- 1980 - Incide Appocundria, nell'album Nero a metà di Pino Daniele;
- 1983 - Festival Jazz di Montreux con il Tullio De Piscopo Ensemble;
- 1987 - Percussioni e voce in Chi beve, chi beve, nell'album OK Italia di Edoardo Bennato;
- 1994 - Jazz Meeting '94 a Vico Equense;
- 1994 - Rassegna Jazz di Copenaghen su invito dello stesso direttore del festival che lo aveva ascoltato a Vico Equense;
- 2006 - Concerto con Nuove Nacchere Rosse, Enzo Jannacci e Adriano Celentano a sostegno della candidatura di Dario Fo alla carica di sindaco di Milano.

## Discografia

### Album
Come solista
- 1990 - Tony Cercola (Cheyenne Records/Virgin Dischi, CHECD 9004)
- 1991 - Et voilà (Cheyenne Records/Virgin Dischi, 5012 981912529)
- 2004 - Nomade del Vesuvio (DV More Record, DV 6688)
- 2009 - Voci scomposte: le voci degli ultimi (Interbeat - Distribuzioni Egea, INT 03-09)

Come collaboratore
- 1980 - Nero a metà di Pino Daniele (EMI, 3C 064 18468)
- 1980 - Uffà! Uffà! di Edoardo Bennato (Ricordi, SMRL 6269)
- 1980 - Sono solo canzonette di Edoardo Bennato (Ricordi, 6289)
- 1981 – Festa festa dei Musicanova (Fonit Cetra, LPX 96)
- 1983 - È arrivato un bastimento di Edoardo Bennato (Ricordi, EB 5509)
- 1987 - Nudi di Eduardo De Crescenzo (Ricordi, MPCD226)
- 1987 - OK Italia di Edoardo Bennato (Virgin, VEB-09)
- 1990 - Fujente di Enzo Gragnaniello (Costa Est, 512 000-2)
- 1992 - Veleno, mare e ammore di Enzo Gragnaniello (Mercury, 514 336-1)
- 1993 - Un mondo che non c'è di Enzo Gragnaniello (RTI Music, RTI 20552)
- 2001 - I concerti live @ RTSI di Edoardo Bennato (Sony Music, 5015792)

### EP
- 1988 - Lumumba (Tendence, Ten - 12000)
- 1991 - Morea (Tendence)
- 1992 - Casbah (Cheyenne Records/Virgin Dischi, VINX 250)
- 1999 - Tony Cercola (Celluloide)
- 2018 - Randomized Coffee (Wonderwheel, WONDER126)

### Singoli
- 1995 - Si può, si può (Dig-it, DMX 10278)

### Raccolte
- 2016 - Patatrac (Interbeat - Distribuzioni Egea)

## Filmografia
- Radici – film documentario del 2011 diretto da Carlo Luglio